# Canariellum neavei
Canariellum neavei är en tvåvingeart som först beskrevs av Mario Bezzi 1924.  Canariellum neavei ingår i släktet Canariellum och familjen svävflugor.
Artens utbredningsområde är Malawi. Inga underarter finns listade i Catalogue of Life.